# St. Ulrich (Schwarzach bei Nabburg)

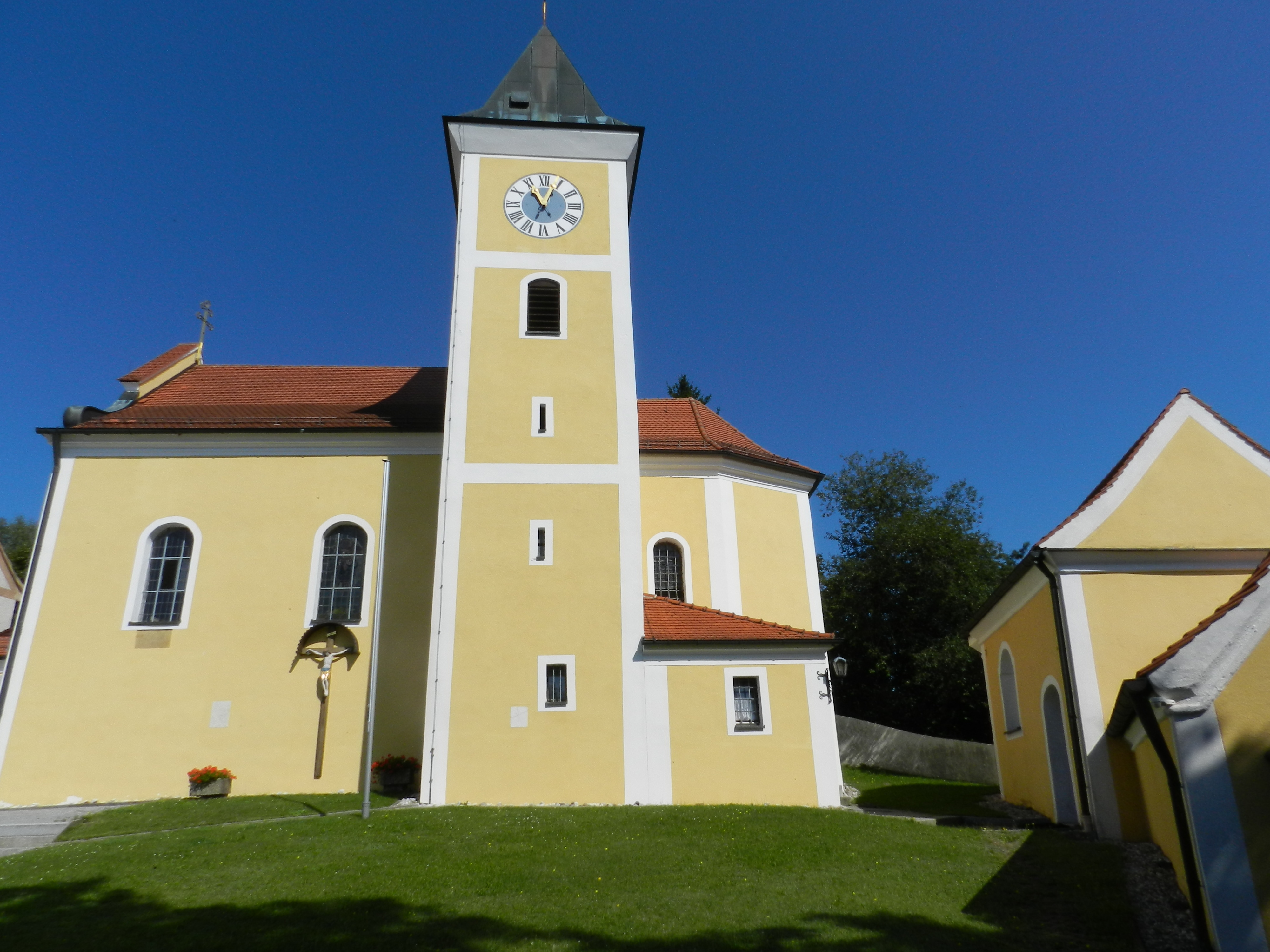
St Ulrich (Schwarzach bei Nabburg)

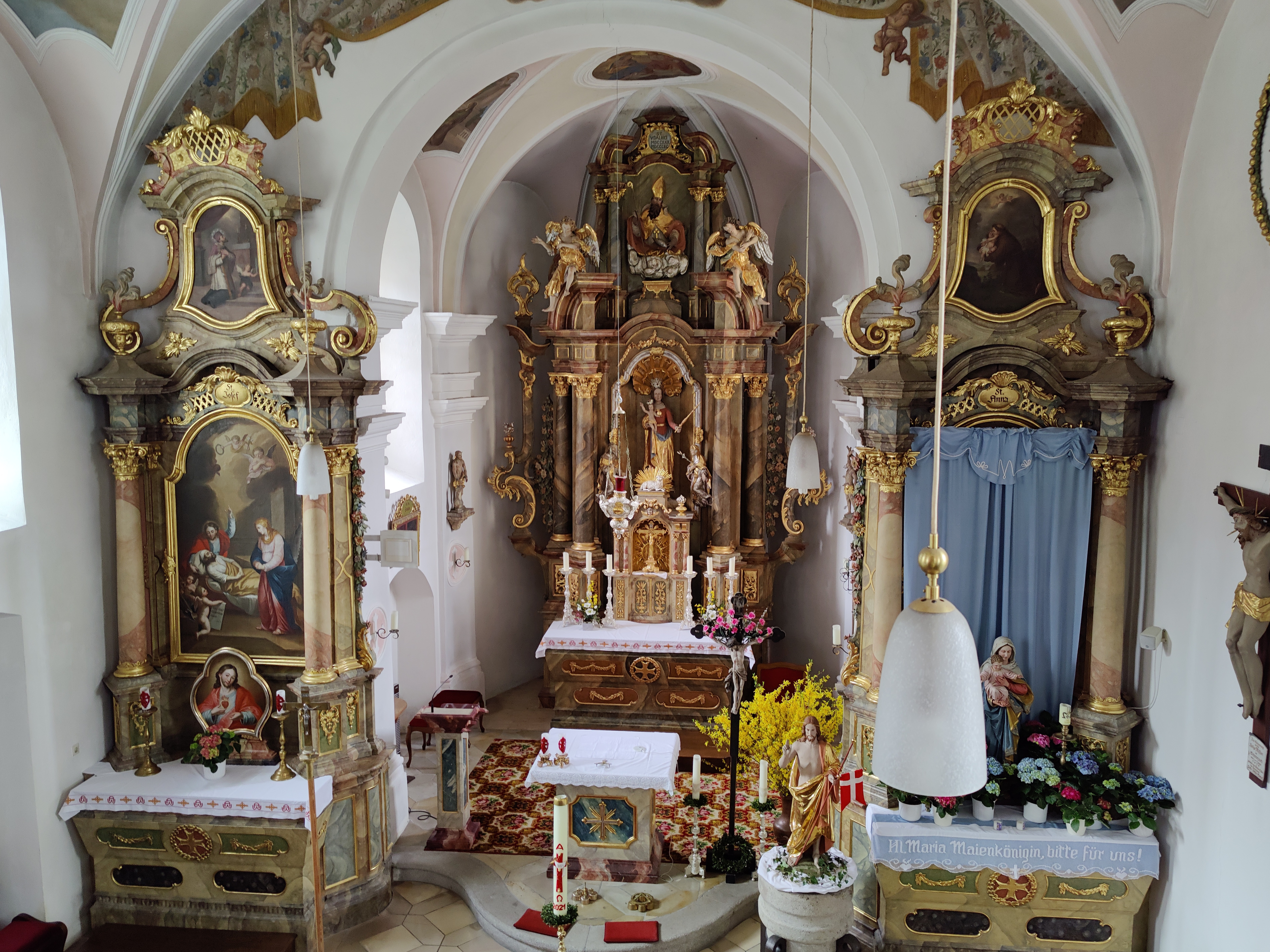
Innenansicht

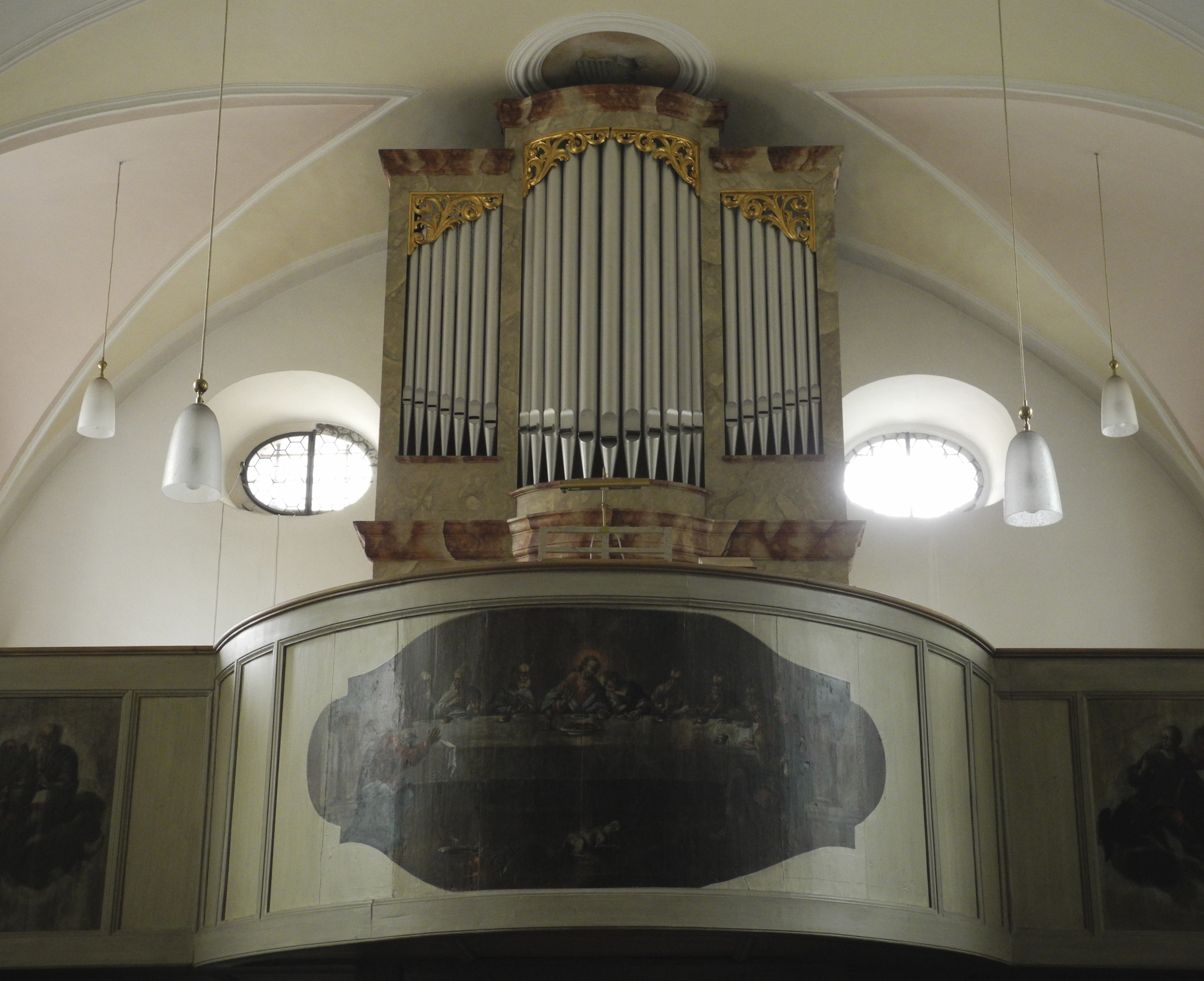
Orgel

Die römisch-katholische Kirche St. Ulrich ist eine im Kern mittelalterliche Wehrkirche im Schwarzach bei Nabburg im Landkreis Schwandorf in der Oberpfalz. Sie gehört zur Pfarrei St. Ulrich Schwarzach-Altfalter im Pfarrverband Fuhrn im Dekanat Nabburg im Bistum Regensburg. Sie ist unter der Aktennummer D-3-76-162-3 als Baudenkmal verzeichnet. „Archäologische Befunde des Mittelalters und der frühen Neuzeit im Bereich der Kath. Pfarrkirche St. Ulrich in Schwarzach, darunter die Spuren von Vorgängerbauten bzw. älteren Bauphasen“ werden zudem als Bodendenkmal unter der Aktennummer D-3-6539-0213 geführt.

## Geschichte und Architektur
Eine Pfarrei ist seit dem Jahr 1298 belegt. Die Wehrkirchenanlage mit dem ursprünglichen Patrozinium St. Albert liegt auf einer steilen Anhöhe über der Schwarzach. Das seit dem Mittelalter bestehende Kirchenbauwerk wurde nach 1725 in einen dreiachsigen Saalraum mit einem eingezogenen, dreiseitig geschlossenen Chor umgebaut. Das Bauwerk ist innen durch ein Tonnengewölbe mit Stichkappen über Pilastern geschlossen und mit einer Empore im Westen versehen. Der Turm wurde im Jahr 1778 erbaut, im Jahr 1988 erfolgte eine Restaurierung.

## Ausstattung
Der Hochaltar ist ein wirkungsvoller, stark plastisch gestalteter Aufbau mit reichem Muschelschnitzwerk und Girlandenschmuck aus der Zeit um 1724; im Altarauszug ist eine Figur des Kirchenpatrons aufgestellt. In den Seitenaltären sind Gemälde mit Darstellungen vom Tod Josephs und der Heiligen Anna aus der Zeit um 1720/30 zu sehen. Weiter sind barocke Schnitzfiguren mit Darstellungen von Christus an der Geißelsäule und dem Heiligen Sebastian aufgestellt. Die Kanzel ist mit Bandelwerkschnitzerei verziert und stammt aus der Zeit um 1725.
Die Orgel ist ein Werk von Binder & Siemann aus dem Jahr 1914 mit acht Registern auf zwei Manualen und Pedal.

## Umgebung
An der südwestlichen Kirchhofsmauer steht ein unbezeichneter spätgotischer Grabstein mit Kreuzrelief aus Granit. 
Östlich der Kirche steht die Kapelle St. Laurentius, die vermutlich unter Einbeziehung spätgotischer Teile um 1725 als eine doppelgeschossige Anlage erbaut wurde. Im Untergeschoss liegt die Brünnl-Kapelle mit einem halbrunden, auf Holz gemalten Votivbild mit einer Darstellung von Kirche und Kapelle vom Ende des 18. Jahrhunderts.